# 波爾沃 (亞利桑那州)
波爾沃（英語：Polvo）是位於美國亞利桑那州皮馬縣的一個非建制地區。該地的面積和人口皆未知。

## 地理
波爾沃的座標為32°11′13″N 110°54′33″W / 32.18694°N 110.90917°W，而該地的平均海拔高度為779米（即2556英尺）。